# 杰尔拜古里
杰尔拜古里是印度西孟加拉邦杰尔拜古里县的一个城镇。总人口100212（2001年）。

## 人口
该地2001年总人口100212人，其中男性50570人，女性49642人；0—6岁人口8627人，其中男4358人，女4269人；识字率79.50%，其中男性为83.46%，女性为75.47%。